# 跳跃性思维
跳躍性思維，或稱跳躍式思考、選單式思考、非線性思考（non-linear thinking），據稱是一種不依邏輯步驟，直接從命題跳到答案（但不一定是出題者所預設的答案），並再一步推而廣之到其他相關的可能的一種思考模式。在一些管理學和決策理論的文章中，這是指直覺、創意等思考方式，有別於演繹邏輯、理性等線性思考方式。
跳躍性思維據說在部份資優學童或自閉學者身上很常見，但過去一直都在學校被忽視，甚或被老師刻意壓抑。當時的老師認為，沒有因由地想到答案，會打擊有序的思考模式，並養成學生尋求僥倖的心態。到後來隨著水平思考及批判式思考的推倡，教育界對這種獨特的思考模式有了更深入的認識，所以改變了應對方法。通常教師會利用後設認知思考（Metacognitive approach）來鼓勵學生回想求得答案的過程，或刻意要求他們幫助其他不同思考模式的同學求得同樣的答案。這樣做，除了不會把他們原有的思考模式消磨掉以外，亦可幫助他們瞭解其他人的思考模式，從而幫助他們與其他人的相處和溝通。